# متلازمة التراجع الذيلي
متلازمة التراجع الذيلي (بالإنجليزية: Caudal regression syndrome) وتسمى أيضًَا متلازمة الانحدار الذيلي أو عدم التخلق العجزي (أو نقص التنسج العجزي) وهو مرض نادر وعيب خلقي يحدث فيه غياب العجز والعصعص مع تشوهات للفقرات القطنية مما يحدث اضطرابا بالمعصرات التي يوجد فيها. وتتميز بنمو غير طبيعي للجنين لبعض الاجزاء وخاصة في الجزء الأسفل من العمود الفقري وعدم اكتمال أو عدم وجود للحوض. ويحدث هذا المرض بمعدل حوالي واحد لكل 25,000 ولادة حية.

## الأعراض والعلامات

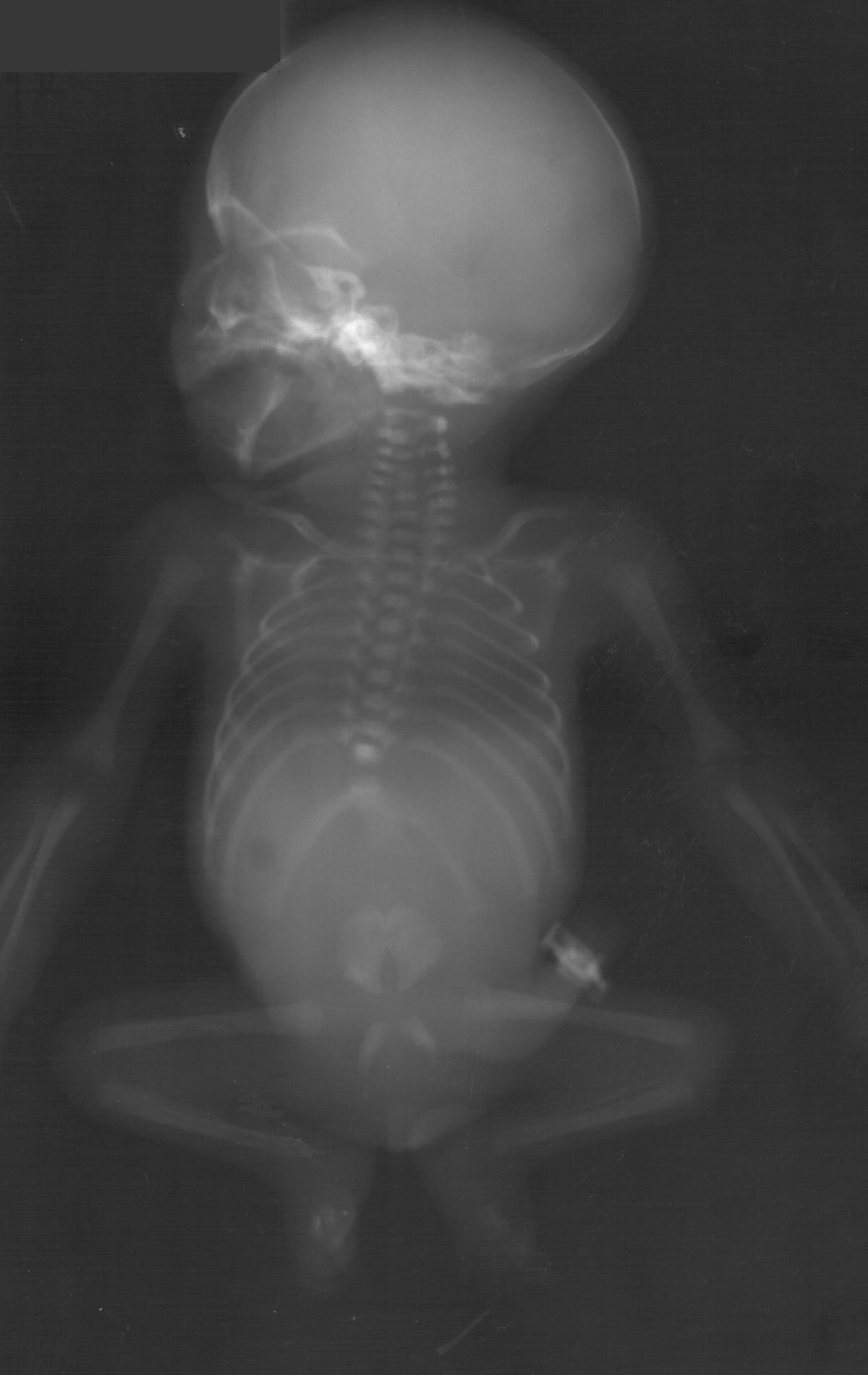
عرض تصوير الشعاعي انتيرو-خلفي، يظهر اضلاع طفل في مصاب بمتلازمة التراجع الذيلي، ويلاحظ الفقرات القطنية العجزية مفقودة، الحوض مصبغ

متلازمة التراجع الذيلي هو اضطراب يتميز بضعف وتراجع في نمو السفلة (الذيلية) من نصف الجسم. وقد تشمل المناطق المصابة بعجز النمو، أسفل الظهر والأطراف، الجهاز البولي التناسلي، والجهاز الهضمي. وفي هذا الاضطراب، تكون عظام العمود الفقري السفلة (الفقرات) ممسوخة وغير مكتملة أو في كثير من الأحيان مفقودة، وكذلك الأجزاء المقابلة في الحبل الشوكي أيضا كذلك. وقد يكون الأفراد المصابين بهذه المتلازمة لديهم نقص في الفقرات حول الحبل الشوكي، وكيس مملوءة بسائل على الجزء الخلفي ما قبل الجلد تغطيها والتي قد تكون لا تحتوي على جزء من الحبل الشوكي، أو خصلات من الشعر في قاعدة العمود الفقري. يمكن للناس الذين يعانون من متلازمة التراجع الذيلي أيضا أن يكون عندهم انحناء غير طبيعي في العمود الفقري (الجنف) وتشوهات في العمود الفقري قد تؤثر على حجم وشكل الصدر، مما يؤدي إلى مشاكل في التنفس لدى بعض المصابين.وبعض المصابين يكون عندهم عظام الورك صغيرة مما يسبب في محدودة الحركة لديهم. والأرداف تميل إلى أن تكون مسطحة ومدملة. عظام الساقين غير مكتملة أو مفقودة عادةً، أويكون لدى البعض الآخر متواجد فقط عظام الساق العليا (عظام الفخذ).
أما التشوهات في الجهاز البولي التناسلي في متلازمة الانحدار الذيلي متنوعة للغاية. في كثير من الأحيان تكون الكلى تالفة. وتشمل عيوب الكلى في عدم لتخلق الكلوي الكامل أي يوجد كلية واحدة، والكلى التي تنصهر فيها معا (حدوة حصان الكلى)، أو الازدواجية في الأنابيب التي تحمل البول من كل كلية إلى المثانة (ازدواجية الحالب). هذه التشوهات الكلى يمكن أن تؤدي إلى التهابات متكررة في المسالك البولية والفشل الكلوي التدريجي. بالإضافة إلى ذلك، قد يكون لدى الأفراد المصابين بروز في المثانة من خلال فتحة في جدار البطن. صعوبة تقدمية في التحكم في تدفق البول. تشوهات في الأعضاء التناسلية للذكور تشمل افتتاح مجرى البول على الجانب السفلي من القضيب (مبال تحتاني) أو عدم نزول الخصيتين. وعند الإناث تتميز بتداخل غير طبيعي بين المستقيم والمهبل (ناسور مستقيمي مهبلي). في الحالات الشديدة من هذه المتلازمة، يكون كل من الذكور والإناث لديهم نقص تخلق في اللأعضاء التناسلية (عدم تخلق الأعضاء التناسلية).
(سوء الاستدارة) في الأمعاء الغليظة، وانسداد فتحة الشرج (رتق الشرج)، الفتق الإربي، تشوهات أخرى من الجهاز الهضمي.

## الأسباب
تعد متلازمة التراجع الذيلي شرط معقد ولحدوثها أسباب مختلفة عند مختلف الناس. أو الأرجح هو سبب حالة من التفاعل بين العوامل الوراثية والبيئية المتعددة. عامل خطر واحد لتطوير متلازمة الانحدار الذيلية هو وجود مرض السكري عند الأم الحامل. ويعتقد أن زيادة مستويات السكر في الدم والمشاكل الأيضية الأخرى المرتبطة بمرض السكري قد يكون لها تأثير ضار على الجنين، مما يزيد من احتمال الإصابة بمتلازمة أعراض التراجع الذيلية. وتزادت المخاطر على الجنين أيضًا إذا كان مرض السكري عند الأم متقدم. وقد يحدث متلازمة التراجع الذيلي أيضا عند أطفال ولدو من أمهات غير مصابات بمرض السكري، لذلك يحاول الباحثون إلى تحديد العوامل الأخرى التي تساهم في الإصابة بهذا الاضطراب المعقد. لبعض الدراسات تشير إلى ان السبب طفرة في الجين HB9 (وتسمى أيضًا HlxB9).

## وصلات إضافية
- international sacral agenesis/caudal regression association
- Rarediseases.org
- Phreeque.com نسخة محفوظة 21 أكتوبر 2010 على موقع واي باك مشين.
- Mymultiplesclerois.co.uk
- Phreeque.com
- ABC News
- Medpix